# Rita Ináncsi
Rita Ináncsi (* 6. Januar 1971 in Budapest) ist eine ehemalige ungarische Leichtathletin, die international vor allem im Siebenkampf erfolgreich war. Ihre stärkste Einzeldisziplin war der Weitsprung. Die 1,90 m große und 73 kg schwere Athletin startete für Honvéd Budapest.

## Karriere
1989 wurde Ináncsi erstmals Ungarische Meisterin im Siebenkampf. International trat sie zunächst mit dem Gewinn der Silbermedaille in derselben Disziplin bei den Leichtathletik-Juniorenweltmeisterschaften 1990 in Plowdiw in Erscheinung. Drei Wochen später belegte sie bei den Leichtathletik-Europameisterschaften in Split den zehnten Rang. Bei den Leichtathletik-Weltmeisterschaften 1991 in Tokio wurde sie Elfte.
Wenig erfolgreich verliefen für Ináncsi die Olympischen Spiele 1992 in Barcelona. Im Weitsprung schied sie als amtierende Ungarische Hallenmeisterin in der Qualifikation ohne gültigen Versuch aus. Den Siebenkampf gab sie vorzeitig auf, als sie auch hier ausgerechnet den Weitsprung ohne gültige Weite abschloss.
Bei den Leichtathletik-Weltmeisterschaften 1993 in Stuttgart belegte sie im Siebenkampf wie bereits zwei Jahre zuvor Platz elf. Der endgültige internationale Durchbruch gelang ihr schließlich 1994, als sie bei den Leichtathletik-Halleneuropameisterschaften in Paris die Silbermedaille im Fünfkampf errang. Dabei stellte sie mit 4775 Punkten einen Landesrekord auf und musste sich nur der Russin Larissa Turtschinskaja geschlagen geben, die 26 Punkte mehr sammelte. Im Mai wurde Ináncsi Dritte beim traditionellen Mösle Mehrkampf-Meeting in Götzis und erzielte mit 6753 Punkten einen ungarischen Rekord im Siebenkampf sowie persönliche Bestleistungen im 800-Meter-Lauf, im Weitsprung und im Hochsprung. Schließlich krönte sie ihre Saison mit dem Gewinn der Silbermedaille bei den Leichtathletik-Europameisterschaften in Helsinki. Mit einer Punktzahl von 6404 blieb sie dabei nur 15 Zähler hinter der siegreichen Deutschen Sabine Braun.
Einen weiteren bedeutenden Erfolg konnte Ináncsi im folgenden Jahr bei den Leichtathletik-Weltmeisterschaften in Göteborg verbuchen. Im Rahmen des Siebenkampfs stellte sie persönliche Bestleistungen im 200-Meter-Lauf und im 100-Meter-Hürdenlauf auf. Am Ende gewann sie mit 6522 Punkten die Bronzemedaille hinter der Syrierin Ghada Shouaa (6651 Punkte) und der Russin Swetlana Moskalez (6575 Punkte).
Zum Abschluss ihrer internationalen Karriere belegte Ináncsi bei den Olympischen Spielen 1996 in Atlanta den sechsten Platz im Siebenkampf. Außerdem startete sie dort auch wieder im Weitsprung scheiterte jedoch mit einer Weite von nur 6,02 m bereits in der Qualifikation.

## Ungarische Meistertitel
- Freiluft:[1]
  - Siebenkampf: 1989, 1991, 1992, 1993
  - Weitsprung: 1993, 1994, 1995
  - Kugelstoßen: 1996
- Halle:[2]
  - Weitsprung: 1991, 1993, 1994
  - Fünfkampf: 1993, 1994
  - 60-Meter-Hürdenlauf: 1993
  - Kugelstoßen: 1996

## Bestleistungen
- Fünfkampf (Halle): 4775 Punkte (8,39 s – 1,87 m – 14,47 m – 6,57 m – 2:20,87 min)[3], 11./12. März 1994, Paris
- Siebenkampf: 6573 Punkte (13,66 s – 1,84 m – 13,94 m – 24,20 s – 6,78 m – 46,28 m – 2:16,02 min)[4] 28./29. Mai 1994, Götzis
- 200 m: 24,38 s, 9. August 1995, Göteborg
- 800 m: 2:16,02 min, 29. Mai 1994, Götzis
- 100 m Hürden: 13,61 s, 9. August 1995, Göteborg
- Hochsprung: 1,84 m, 28. Mai 1994, Götzis
  - Halle: 1,87 m, 11. März 1994, Paris
- Weitsprung: 6,78 m, 29. Mai 1994, Götzis
- Kugelstoßen: 14,88 m, 30. Juni 2000, Ibach